# Fabrice David
 (juin 2012).
Fabrice David est un scénariste de bande dessinée né le 25 août 1975 à Saint-Étienne.

## Biographie
C'est un passionné d'histoire de science-fiction et de littérature.

### Documentation
- Patrick Weber, « Carthage, t.1 : delendo carthago est », dBD, no 44,‎ juin 2010, p. 84.